# Пшатув-Гурни
Пшатув-Гурни (пол. Przatów Górny) — село в Польщі, у гміні Шадек Здунськовольського повіту Лодзинського воєводства.
Населення — 374 особи (2011).
У 1975-1998 роках село належало до Серадзького воєводства.

## Демографія
Демографічна структура станом на 31 березня 2011 року:
|          | Загалом | Допрацездатний вік | Працездатний вік | Постпрацездатний вік |
| -------- | ------- | ------------------ | ---------------- | -------------------- |
| Чоловіки | 199     | 21                 | 141              | 37                   |
| Жінки    | 175     | 21                 | 97               | 57                   |
| Разом    | 374     | 42                 | 238              | 94                   |